# Спинороговые
Спиноро́говые, или спинорогие (лат. Balistidae) — семейство морских рыб из отряда иглобрюхообразных.
Длина тела составляет от 13 см до 1 м. Спинороговые имеют довольно высокое, уплощённое с боков тело. На теле обычно присутствует рисунок из крупных пятен или полос. В окраске встречаются чёрный, голубой, жёлтый, серебристый и белый цвета.
Представители семейства населяют тропические и субтропические моря Атлантического, Индийского и Тихого океанов, в первую очередь коралловые рифы. Серый спинорог встречается также в Средиземном море.
Спинороговые питаются донными беспозвоночными, такими как моллюски и иглокожие.

## Особенности анатомии

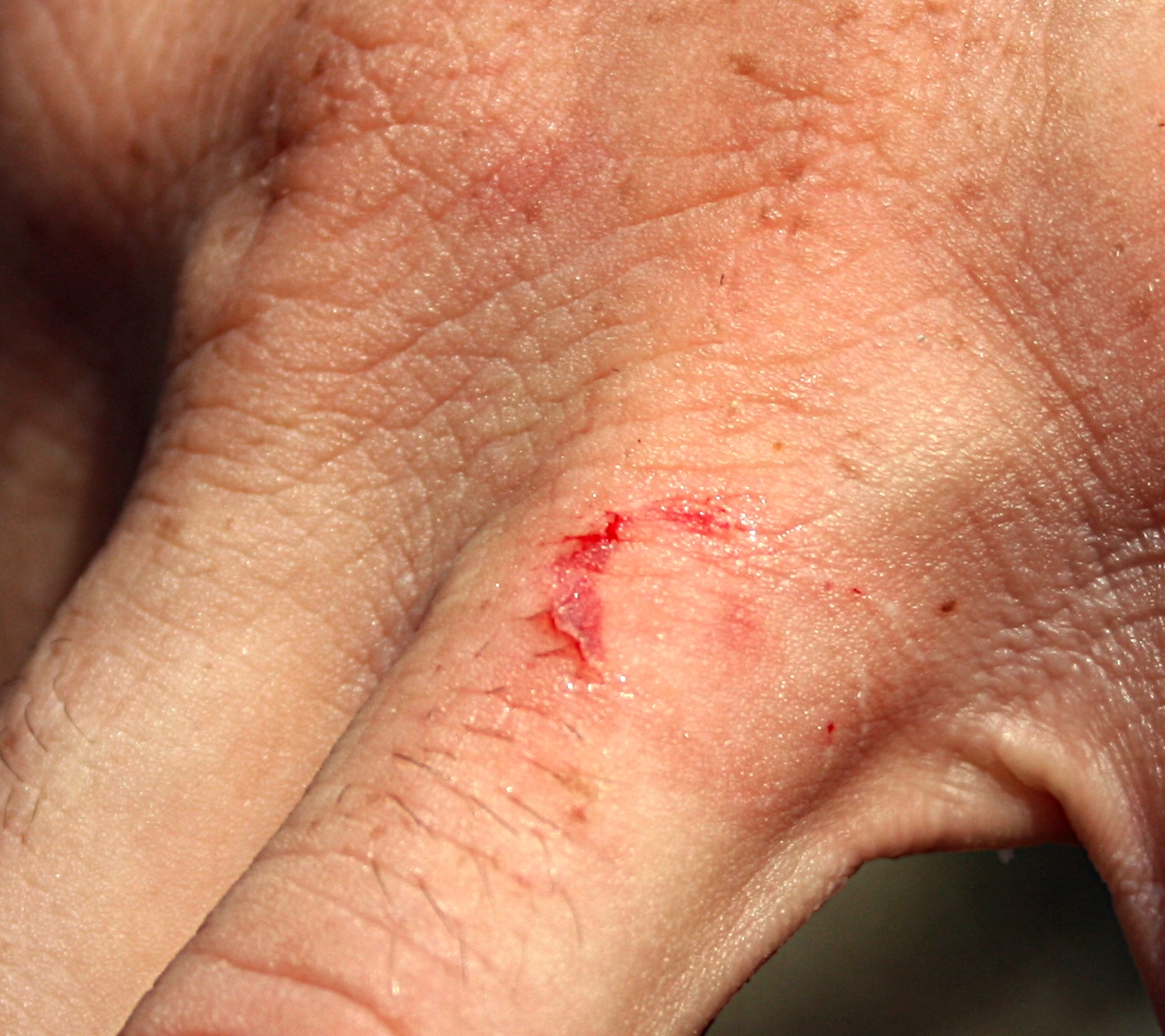
Укус расписного спинорога.

Первый спинной плавник, который в спокойном состоянии сложен и у многих видов незаметен, содержит три больших шипа, из которых самый длинный — первый. Второй шип служит замком. При опасности рыба расправляет плавник, затем второй шип несколько смещается вверх, отчего два первых шипа фиксируются и невозможно сложить спинной плавник, не сломав шипы. Чтобы самой сложить спинной плавник, рыба должна опустить второй шип. Английское название спинороговых «triggerfish» можно буквально перевести как «рыба со спусковым крючком» или «рыба с защёлкой» (слово «trigger» означало также и тормоз на повозке, устроенный сходным образом).
Зубы приспособлены для разгрызания и раскусывания панцирей морских ежей, раковин моллюсков и тому подобного. Охраняя отложенную икру, спинороговые могут вести себя агрессивно и наносить довольно ощутимые укусы ныряльщикам.

## Классификация

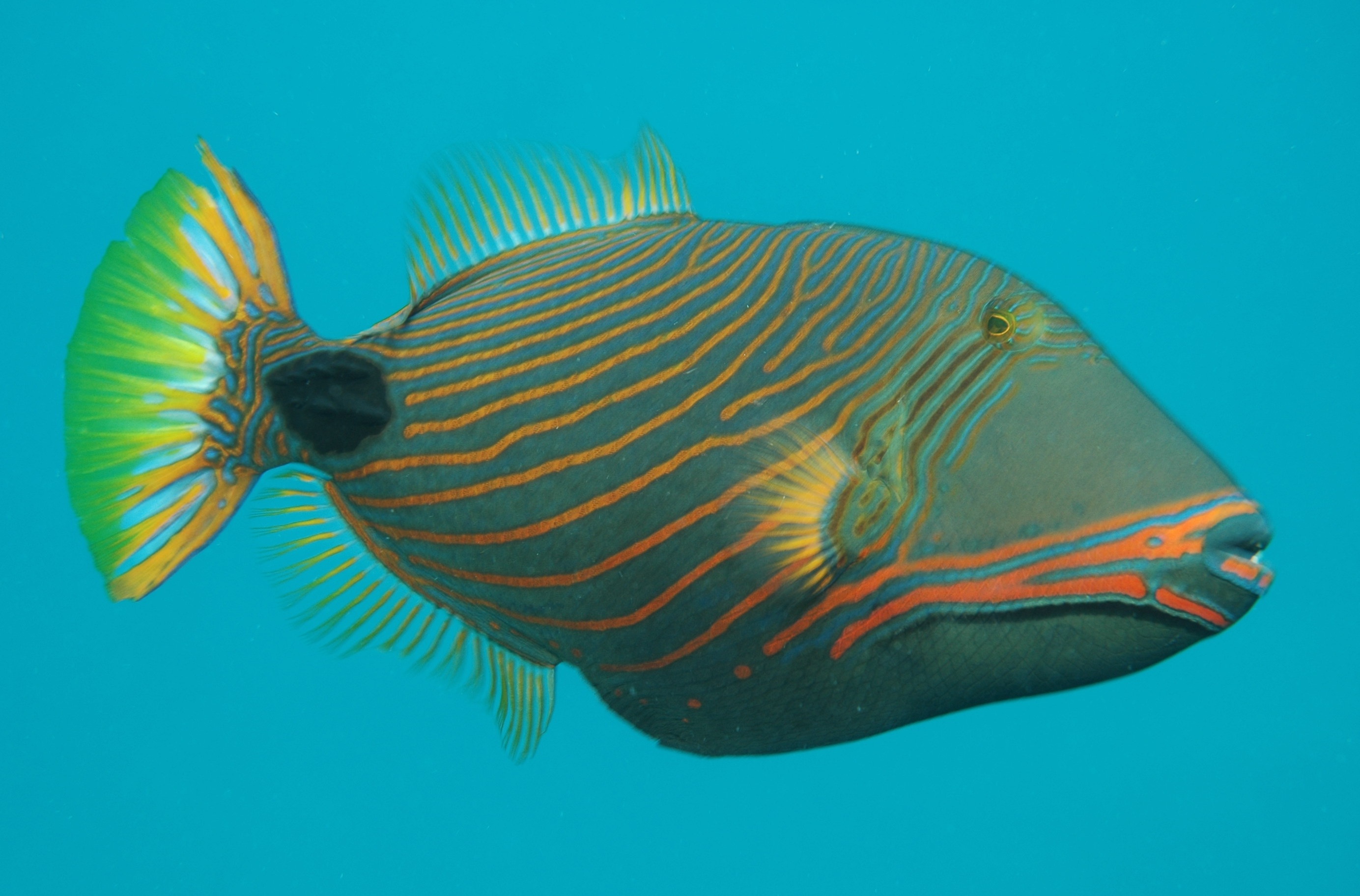
Оранжевополосый балистап

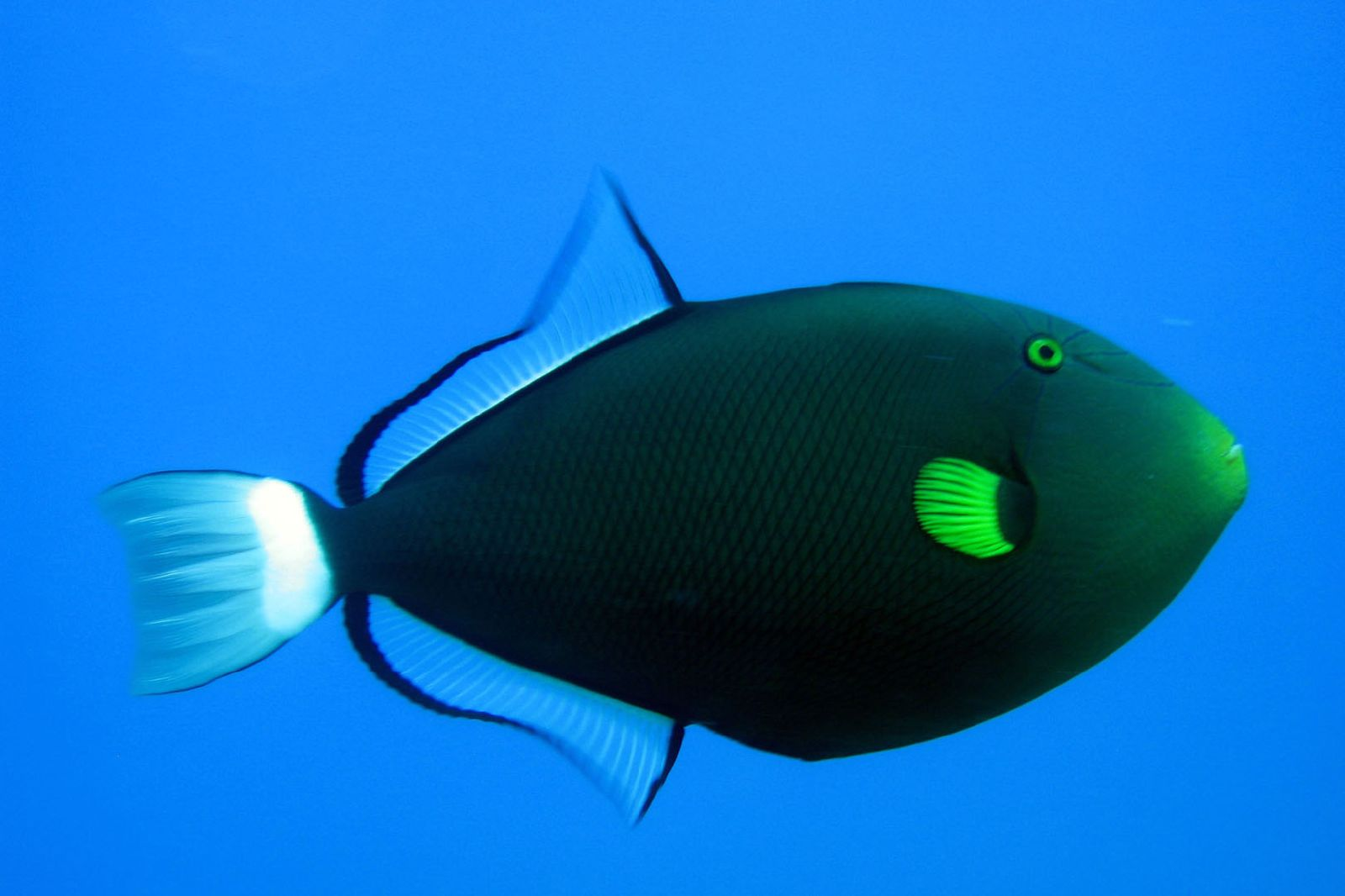
Бурый мелихт

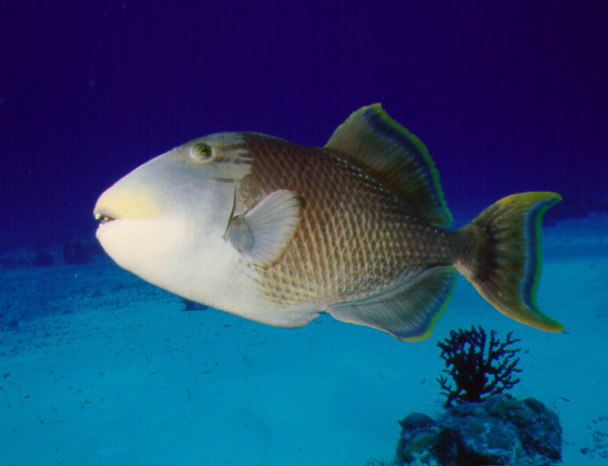
Желтомордый псевдобалист

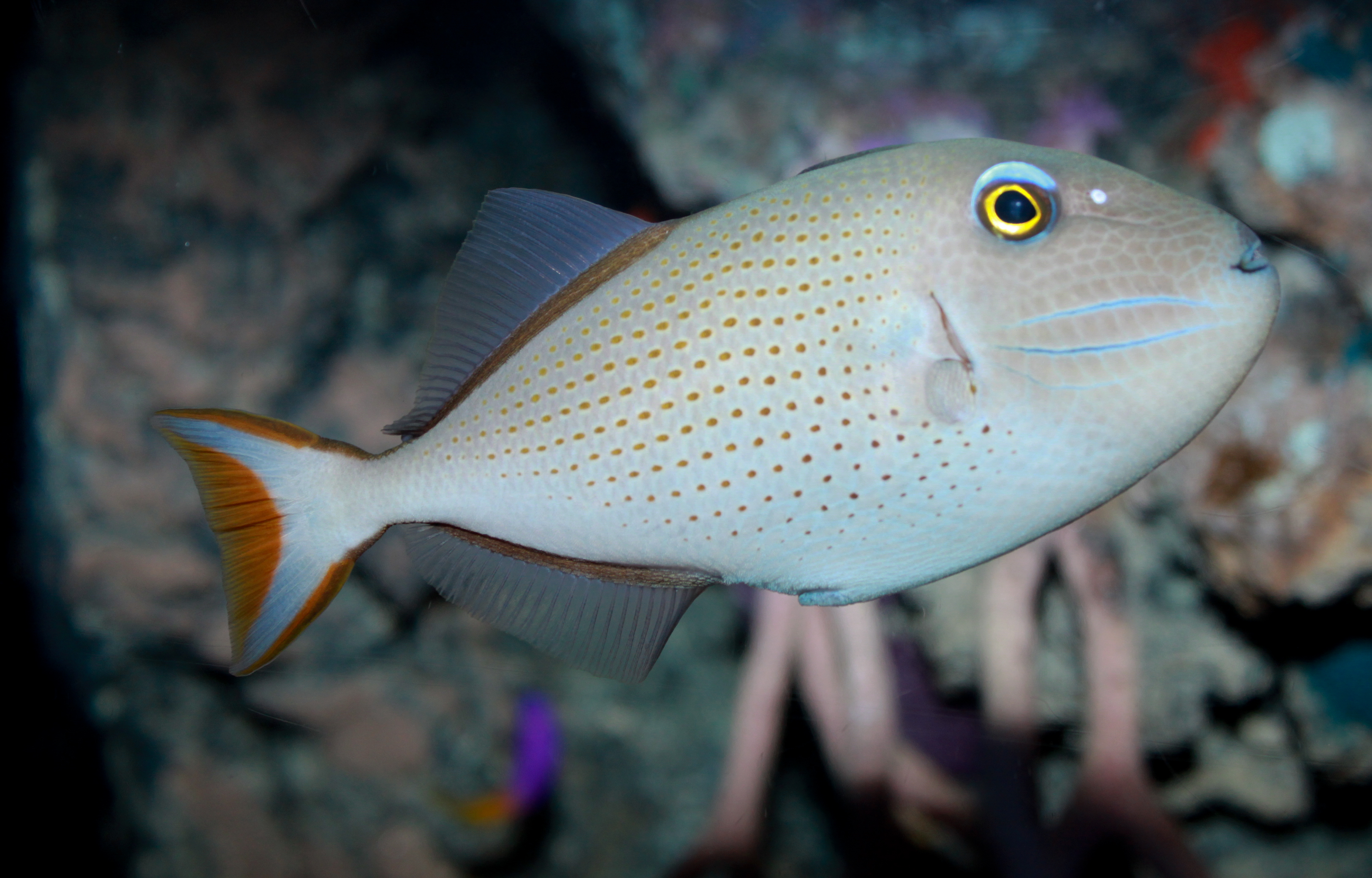
Коричневополосый ксантихт

Семейство насчитывает 12 родов 42 вида:
- Род Abalistes — абалисты
  - Abalistes filamentosus
  - Abalistes stellaris — обыкновенный абалист
  - Abalistes stellatus
- Род Balistapus — балистапы
  - Balistapus undulatus — оранжевополосый балистап
- Род Balistes — спинороги
  - Balistes capriscus — серый спинорог, или курок
  - Balistes ellioti
  - Balistes polylepis
  - Balistes punctatus
  - Balistes rotundatus
  - Balistes vetula — королевский спинорог, или кочино
  - Balistes willughbeii
- Род Balistoides — балистоды
  - Balistoides conspicillum — крупнопятнистый спинорог
  - Balistoides viridescens — голубопёрый балистод
- Род Canthidermis — океанские спинороги
  - Canthidermis maculatus — голубопятнистый океанский спинорог
  - Canthidermis macrolepis
  - Canthidermis sufflamen — атлантический океанский спинорог
- Род Melichthys — шероховатые спинороги, или мелихты
  - Melichthys indicus — индийский мелихт
  - Melichthys niger — чёрный мелихт
  - Melichthys vidua — бурый мелихт
- Род Odonus — краснозубые спинороги
  - Odonus niger — краснозубый спинорог
- Род Pseudobalistes — псевдобалисты
  - Pseudobalistes flavimarginatus — желтомордый псевдобалист
  - Pseudobalistes fuscus — коричневый псевдобалист
  - Pseudobalistes naufragium
- Род Rhinecanthus — ринеканты
  - Rhinecanthus abyssus
  - Rhinecanthus aculeatus — колючий ринекант
  - Rhinecanthus assasi
  - Rhinecanthus cinereus
  - Rhinecanthus lunula
  - Rhinecanthus rectangulus — заплаточный ринекант
  - Rhinecanthus verrucosus
- Род Sufflamen — суффламены
  - Sufflamen albicaudatum
  - Sufflamen bursa — бело-зелёный суффламен
  - Sufflamen chrysopterum — золотоплавниковый суффламен
  - Sufflamen fraenatum — уздечковый суффламен
  - Sufflamen verres
- Род Xanthichthys — ксантихты
  - Xanthichthys auromarginatus
  - Xanthichthys caeruleolineatus
  - Xanthichthys lima
  - Xanthichthys lineopunctatus — полосатый ксантихт
  - Xanthichthys mento
  - Xanthichthys ringens — коричневополосый ксантихт
- Род Xenobalistes — ксенобалисты
  - Xenobalistes tumidipectoris — марианский ксенобалист

## Хозяйственное значение
Многие виды съедобны, с хорошим мясом. Но некоторые рифовые спинороговые способны накапливать в своём организме яды из пищи и вызывать сигуатеру.

## В геральдике
- Спинорог был выбран в качестве одного из государственных символов Мальдив, наряду с розой и кокосовой пальмой[источник не указан 4226 дней].